# 점핑 (노래)
〈점핑〉(ジャンピン)은 일본에서 발매한 카라의 2번째 싱글이다. 2010년 11월 10일에 발매되었다.

## 배경
점핑은 일본에서 발매한 정규앨범 ガールズトーク(걸즈토크)의 선행 싱글 앨범이다.

## 트랙 리스트
1. ジャンピン (Jumping) 작곡 : 한재호, 김승수 / 작사 : 송수윤
2. バーン (Burn) 작곡 : 한재호, 김승수 / 작사 : 송수윤
3. ジャンピン (Instrumental)
4. Jumping (Original Korean Version) - (Package C only)